# Short Type 827
Lo Short Type 827, conosciuto anche come Short Admiralty Type 827, era un idroricognitore a scarponi, monomotore a velatura biplana sviluppato dall'azienda britannica Short Brothers negli anni dieci del XX secolo e prodotto, oltre che dalla stessa, su licenza anche da diverse aziende produttrici in tutto il Regno Unito.
Adottato dalla Royal Naval Air Service, in quel periodo la componente aerea della Royal Navy, la marina militare britannica, venne utilizzato nel corso della prima guerra mondiale.

## Storia del progetto
Negli anni dieci del XX secolo l'Ammiragliato, l'allora autorità responsabile del comando della Royal Navy, emise una specifica per la fornitura di un nuovo velivolo da assegnare al servizio di ricognizione aerea dei tratti di costa e mare aperto attorno al territorio britannico.

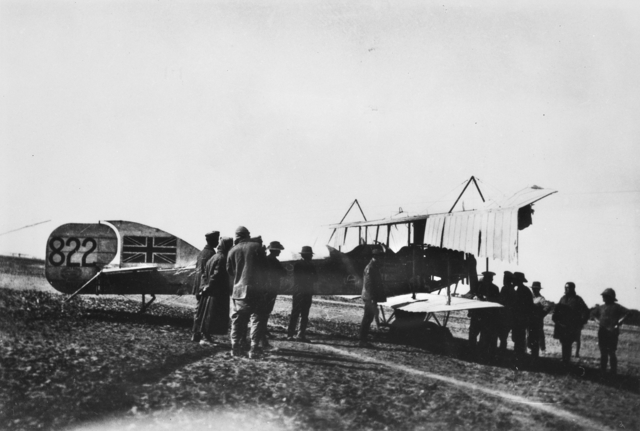
Il primo Type 827 prodotto, visionato da alcuni membri dell'Australian Flying Corps

La Short Brothers rispose con un progetto sviluppato dal suo precedente Type 166 mantenendone l'aspetto generale, un monomotore biplano con ali di ugual misura, ma dalle dimensioni leggermente più compatte. Il nuovo velivolo, che assunse la designazione aziendale Type 827, ma che è conosciuto anche come Admiralty Type 827 per il suo contraente, era caratterizzato da una fusoliera a sezione rettangolare che integrava una coppia di abitacoli aperti in tandem, che recava anteriormente un motore Sunbeam Nubian 8 cilindri a V raffreddato a liquido abbinato ad un'elica bipala in legno a passo fisso. Il galleggiamento era assicurato da due elementi principali collocati in posizione avanzata sotto la fusoliera, integrati da piccoli galleggianti equilibratori montati sotto l'ala inferiore e la coda.
Dopo una valutazione tecnica l'Ammiragliato stipulò un contratto di fornitura con la Short che, non riuscendo a sostenere l'intera produzione richiesta, ne subappaltò la costruzione a diverse aziende produttrici in tutto il Regno Unito. Al termine della produzione furono 108 gli esemplari costruiti, 36 realizzati dalla Short e gli altri prodotti da Brush Electrical (20), Parnall (20), Fairey (12) e Sunbeam (20).
Ne venne avviata la produzione anche di una variante dove l'originale motore venne sostituito da un motore radiale Salmson raffreddato a liquido da 200 hp (150 kW) ed identificata come Short Type 830.

## Varianti
Type 827
versione di produzione in serie equipaggiata con un motore a V Sunbeam Nubian, realizzata in 108 esemplari.
Type 830
variante equipaggiata con motore radiale, un Salmson da 200 hp (150 kW) o un Canton-Unné da 140 hp (104 kW), realizzata in 28 esemplari.

## Utilizzatori
Belgio
- Aviation militaire/Militair Vliegwezen

 Regno Unito
- Royal Naval Air Service

### Riviste
- Bruce, J.M (1956). "The Short Seaplanes: Historic Military Aircraft No 14: Part II". Flight (21 December 1956): pp.965–968. http://www.flightglobal.com/pdfarchive/view/1956/1956%20-%201804.html.
- Bruce, J.M (1957). "The Short Seaplanes: Historic Military Aircraft No 14: Part IV". Flight (4 January 1957): pp.23–24. http://www.flightglobal.com/pdfarchive/view/1957/1957%20-%200023.html.